# East Port of Spain
East Port of Spain es una localidad de Trinidad y Tobago, que forma parte de la ciudad de Puerto España.

## Geografía
La localidad abarca parte de la isla Trinidad y limita al norte con Belmont, al sur con Sealots, al este con Gonzales, Picton, Eastern Quarry y Beetham Estate (las tres últimas pertenecientes a la región de San Juan-Laventille), y al oeste con Puerto España.

## Demografía
Datos demográficos de la localidad de East Port of Spain:
| Gráfica de evolución demográfica de East Port of Spain entre 2000 y 2011 |
|                                                                          |